# Едукаційна комісія
Едукаційна комісія 1773–1794, більш дослівно Комісія народної освіти (Komisja Edukacji Narodowej) – державна освітня інституція в Речі Посполитій, утворена з ініціативи короля Станіслава-Августа Понятовського і затверджена сеймом 15 жовтня 1773, перше в Європі міністерство освіти. На Едукаційну комісію покладалося реформування системи освіти після ліквідації 1773 року Єзуїтського ордену, в руках якого зосереджувалося управління шкільною освітою як у Речі Посполитій, так і в інших католицьких європейських країнах. Едукаційна комісія перебрала у своє розпорядження єзуїтські маєтності, щоб використати їх для організації освітньої справи. До Комісії входили церковні та політичні діячі, першим її головою (1773–76) був І.Масальський – віленський єпископ, доктор філософії і теології, згодом її очолював Міхал Єжи Понятовський – молодший брат короля, полоцький єпископ, з 1784 – примас польський. Членами Едукаційної комісії були підканцлер Великого князівства Литовського Й.Хребтович, генерал земель Подольських князь А.Чарторийський та інші.
Комісія розробила проект, яким передбачалися: 
- секуляризація освіти та школи;
- оновлення навчальної програми за рахунок викладання основ природничих наук – математики, хімії, фізики, а також права й економіки;
- запровадження навчання польською мовою та паралельне вивчення європейських мов (насамперед французької та німецької);
- впровадження обов'язкового фізичного виховання.

Перевага надавалася вихованню свідомих громадян у дусі християнської моралі та патріотизму. Згідно з пропозицією Е.к., територія Речі Посполитої поділялася на 10 навчальних округів, з них два – Вінницький і Волинський – були на українських землях, які входили тоді до складу Речі Посполитої. Освіта була 3-ступеневою: найвищий щабель займали дві головні школи – Краківський університет та Віленська академія (див. Вільнюський університет), які також були реформовані й стали світськими навчальними закладами з обов'язковим вивченням природничих наук. На ці заклади покладалася підготовка вчителів для середніх шкіл. З цією метою при університеті та академії були відкриті вчительські семінарії. Далі йшли середні школи: шестикласні окружні, розраховані на учнів усього округу, і трикласні підокружні. На українських землях на основі єзуїтських і василіанських шкіл було утворено 2 окружні (Вінниця, Кременець) та 11 підокружних шкіл. Е.к. ініціювала відкриття парафіяльних шкіл, які поділялися на малі й великі (лише останні давали учням достатню підготовку для продовження навчання в середніх школах).
1775 було організоване Товариство для підготовки підручників, яке займалося забезпеченням навчальної програми відповідними підручниками, розробкою нових методик. Його діяльність спрямовував польський громадський і політичний діяч Г.Колонтай. Товариство підготувало й видало 27 підручників з історії, фізики, математики, права, етики. 1778 Е.к. видала першу граматику польської мови, 1785 – "Буквар для шкіл парафіальних". Комісія не раз здійснювала перевірку всіх шкіл, розробила і впровадила (1783) Статут, у якому викладалися основні засади навчальної і виховної діяльності шкіл усіх рівнів.
Річ Посполита однією з перших в Європі під впливом ідей Просвітництва доби розпочала реформу освіти, яка мала відповідати новим потребам суспільного розвитку. Е.к. започаткувала національну польську школу, яка перебувала під егідою держави. Проти реформ виступила частина консервативно налаштованих магнатів, шляхти та духовенства. Комісія зберегла становий характер освіти: університети і академії, окружні й підокружні школи були розраховані на шляхетську молодь. Втрата державності внаслідок поділів Польщі 1793 і 1795 (див. Поділи Польщі 1772, 1793, 1795) не дала змоги завершити реформу. Її основні засади розвивалися в школах Варшавського князівства. На українських землях, що відійшли до Російської імперії, реформи освіти продовжувалися Віленським учбовим округом. Результатом їх стала організація Кременецького ліцею, на основі якого пізніше був створений Київський університет (нині Київський національний університет імені Тараса Шевченка).